# Кенга (персонаж)
Кенга (англ. Kanga) — персонаж книг Алана Мілна «Вінні-Пух» (1926) та «Дім на Пуховому узліссі» (1928). Самка кенгуру, мати Крихітки Ру, в англійському варіанті книг Мілна — єдиний персонаж жіночої статі .

## Походження

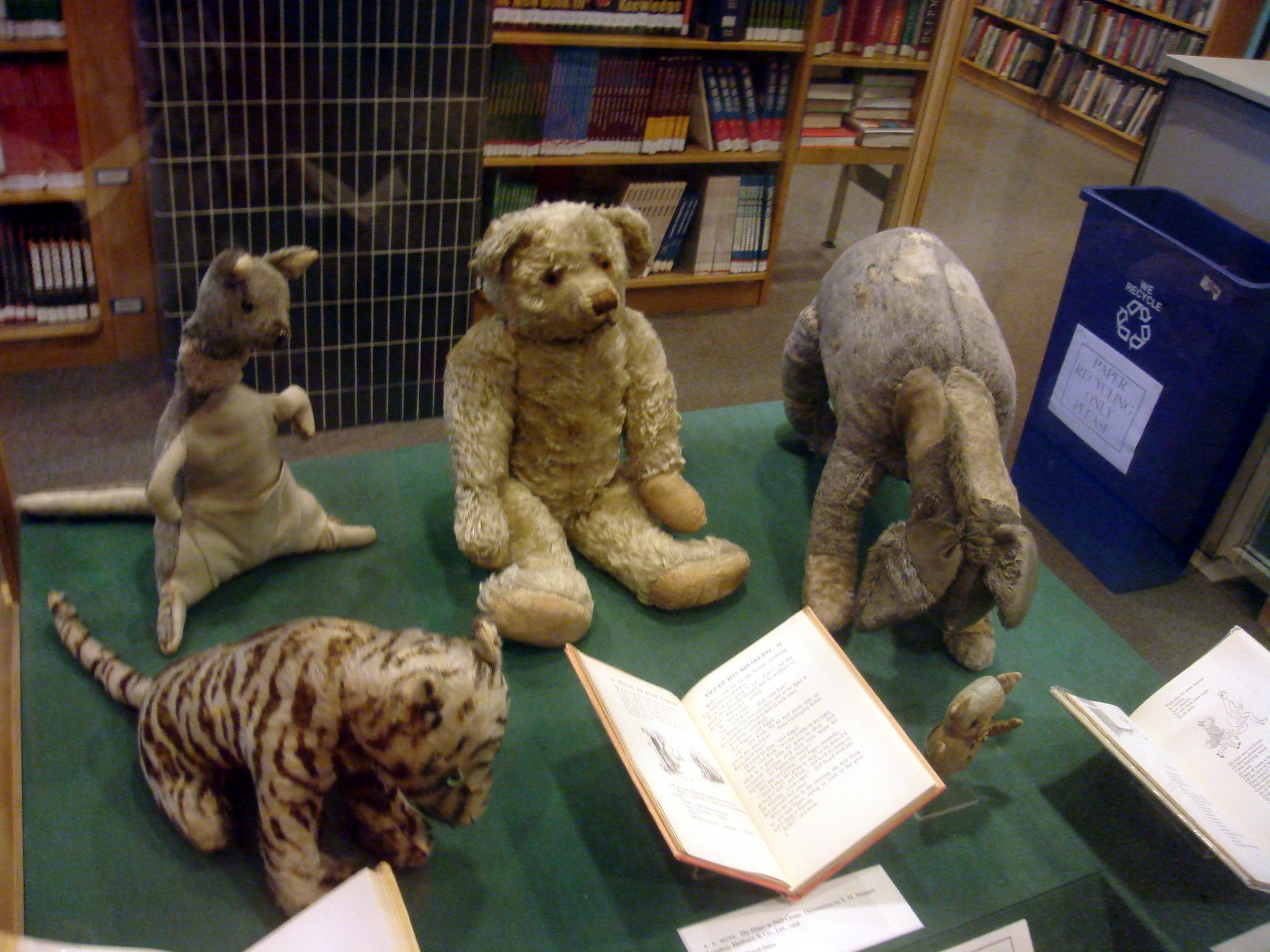
Справжні іграшки Крістофера Робіна: (від низу за годинниковою стрілкою) Тигра, Кенга, Пух, Іа-Іа та Паць. Нью-Йоркська публічна бібліотека

Подібно до багатьох інших героїв книг про Вінні-Пуха, персонаж пов'язаний з м'якою іграшкою, яка була подарована синові Мілна, Крістоферу Робіну, в ранньому дитинстві. При цьому сам Мілн зазначає, що після появи у сина ведмедя (майбутнього Вінні-Пуха), ослика (Іа-Іа) та порося (Паць), подарованих у різний час різними людьми, тигр (Тигра) та кенгуру були придбані вже не стільки порадувати дитину, як через їх «літературні можливості» .

## Характер
У взаємодії з іншими персонажами Кенга займає роль матері: її проблеми, на відміну багатомудрого Філіна, суто практичні, так, вона докоряє Філіна за безлад у його будинку. У своїй повній залученості до сімейних справ, що настільки відрізняє її від Кролика, вона часто заходить дуже далеко, застосовуючи — єдині в книгах — покарання: купає Ру в холодній воді, попереджаючи, щоб він не став «маленьким і слабким, як Паць», миє йому рот з милом. Недарма Крістофер Робін вважає її одним з «найзапекліших звірів» . Паць підтверджує: «якщо в одного з лютих звірів відібрати дитину, то вона стане вдвічі лютішою».
Кенга та Ру — єдина пара звірів одного виду в книзі, близька спорідненість підкреслена і поєднанням їхніх імен. Матерінський інстинкт, що виражається в бажанні Кенги завжди тримати Ру близько до себе, в кишені, проявляється і в готовності Кенги взяти під опіку новоприбулого Тигру .